# チュン・トゥックィエン
チュン・トゥックィエン（國語字：Chung Thục Quyên、1982年4月26日 - ）は、ベトナムのモデル、歌手、女優。 彼女は美人コンテスト「ミス・インターナショナル2010」でベトナムの代表となった。

## ディスコグラフィ

### アルバム
- 『夢は終わった』Giấc mơ qua rồi（2012年）

## フィルモグラフィ

### テレビドラマ
- 『Chuyện tình đảo ngọc』（2009年）
- 『Gieo gió』（2011年）